# John Willett
John William Mills Willett (* 24. Juni 1917 in London; † 20. August 2002 ebenda) war ein britischer Literaturwissenschaftler, Übersetzer und Brecht-Experte.

## Leben
John Willett stammte aus einer Familie von Bauunternehmern. Er wuchs im Londoner Stadtteil Hampstead auf, erhielt seine Ausbildung in Winchester und im Christ Church College in Oxford und studierte dann in Wien Musik und Bühnenbildnerei. Im Zweiten Weltkrieg diente er in der Eighth Army während der Kämpfe in Nordafrika und Italien. Sein erstes Buch, Popski, das 1954 erschien, befasste sich mit Vladimir Peniakoff.
Von 1948 bis 1951 arbeitete Willet für den Manchester Guardian, den er nach Differenzen mit dem Herausgeber A. P. Wadsworth verließ. Von 1960 bis 1967 war er Mitherausgeber des Times Literary Supplement, für das er schon vor dieser Phase schrieb. Als Mitherausgeber kümmerte er sich unter anderem um die künstlerische Gestaltung des Blattes und ließ etwa R. B. Kitaj, Giorgio Morandi und Kokoschka einzelne Ausgaben gestalten.
Ein Artikel im Times Literary Supplement führte 1956 zur ersten Begegnung zwischen Willett und Bertolt Brecht und zu den Bemühungen, Brechts Berliner Ensemble nach London zu bringen. Drei Jahre nach Brechts Tod kam die erste Auflage von Willetts Werk The Theatre of Bertolt Brecht. A Study from Eight Aspects heraus. 1964 veröffentlichte er die Übersetzung der theoretischen Schriften Brechts ins Englische unter dem Titel Brecht on Theatre. The Development of an Aestetic. Ab 1970 kamen die gesammelten Stücke Brechts in englischer Sprache heraus. Willett war zusammen mit Ralph Manheim der Herausgeber. Später sollten die Gedichte, Tagebücher und Briefe folgen. Das letzte Werk Brechts, das Willett herausgab, war Bad Time for Poetry. Der Band erschien 1995. Er war außerdem zeitweise Herausgeber des Brecht Yearbook der International Brecht Society.
Weitere Arbeitsgebiete Willetts waren die Zeit der Weimarer Republik, über die er 1978 das Werk Art and Politics in Weimar Germany. The New Sobriety und 1984 The Weimar Years. A Culture Cut Short sowie 1988 The Theatre of the Weimar Republic veröffentlichte, sowie die Bildende Kunst.
John Willett, der zeitweise in Frankreich lebte, war verheiratet und hatte eine Tochter und einen Sohn.